# Johannes Felscher
Johannes Felscher (* 1983 in Nürnberg) ist ein deutscher Jazzmusiker (Kontrabass, E-Bass, Komposition).

## Leben und Wirken
Felscher studierte zunächst in Würzburg, dann in Stuttgart bis zum Diplom, um darauf aufbauend am Conservatorium van Amsterdam einen Bachelor zu machen. Er absolvierte dann den Master-Studiengang an der Manhattan School of Music. Er blieb in New York, um mit dem Tenorsaxophonisten Paul Jones, Nuf Said oder Progger tätig zu sein. Er arbeitete mit so unterschiedlichen Ensembles wie dem Amsterdam Jazz Orchestra, Radio-Sinfonieorchester Stuttgart, der Staatsoper Stuttgart und mit Benjamin Herman, Gerard Presencer, Bobby Sanabria, Jasper Blom, Rainer Böhm, Bodek Janke oder Lutz Häfner. Mit den Saxophonisten Johannes Ludwig und Joris Ivens und dem Schlagzeuger Peter Kronreif bildete er das Quartett Immigration Booth, das 2016 das Album Hinterm Spiegel einspielte. Weiterhin ist er auf zwei Alben  mit dem Trio des Pianisten Roman Rofalski sowie mit dem Quintett von Mareike Wiening auf Future Memories (2021) und Reveal (2023) zu hören.